# Función elíptica de Jacobi

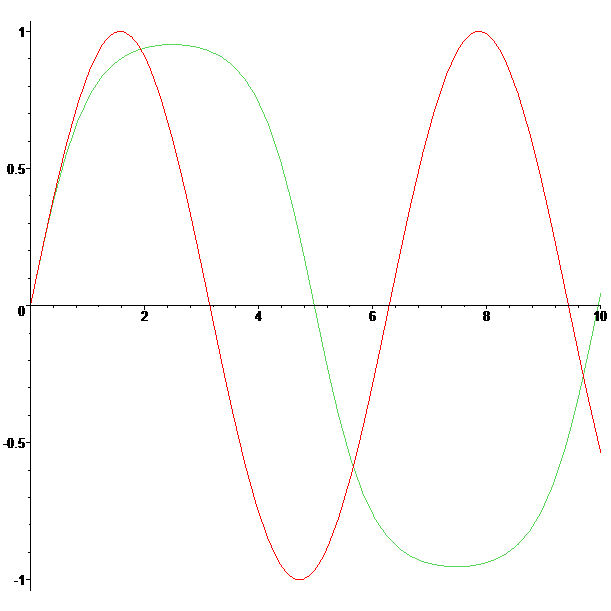
Funciones elípticas de Jacobi sn_{k}(x), para diferentes valores del parámetro (línea roja: k = 0,05; línea verde: k = 1,05).

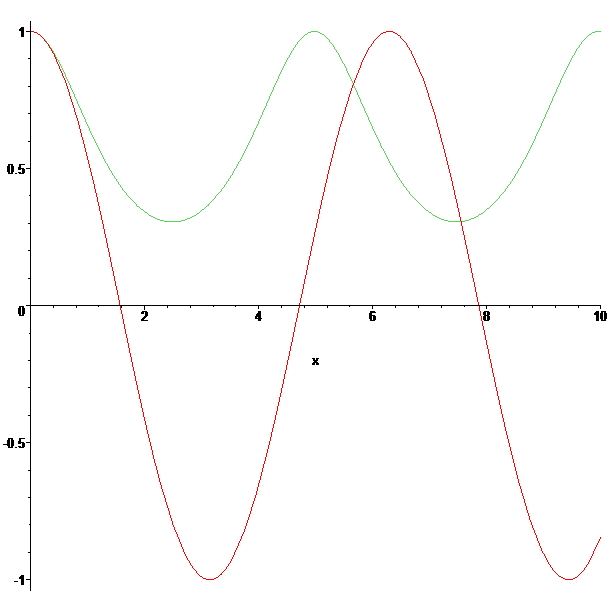
Funciones elípticas de Jacobi cn_{k}(x), para diferentes valores del parámetro (línea roja: k = 0,05; línea verde: k = 1,05).

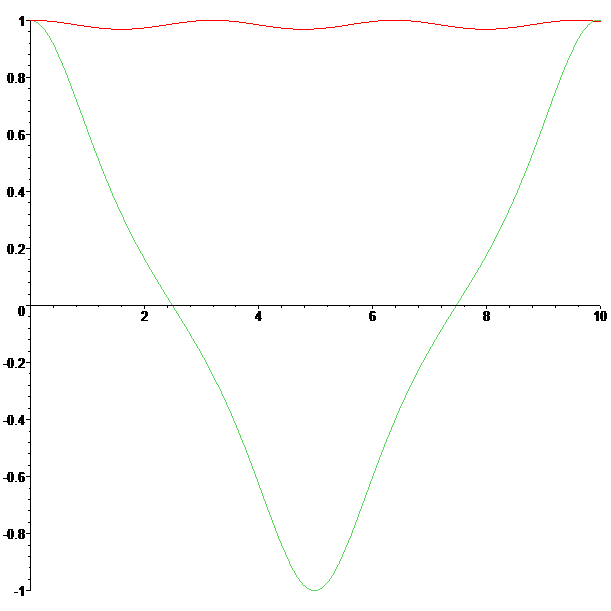
Funciones elípticas de Jacobi dn_{k}(x), para diferentes valores del parámetro (línea roja: k = 0,25; línea verde: k = 1,05).

Las funciones elípticas de Jacobi son funciones definidas a partir de la integral elíptica de primera especie y aparecen en diversos contextos, deben su nombre al matemático alemán Carl Gustav Jakob Jacobi (1829).
En física aparecen por ejemplo las oscilaciones de un péndulo con grandes amplitudes sometido a la gravedad, o el movimiento de una peonza asimétrica.

## Definición
Considérese la integral elíptica incompleta de primera especie definida como:

{\displaystyle u=F_{k}(x)=\int _{0}^{x}{\frac {dv}{\sqrt {(1-v^{2})(1-k^{2}v^{2})}}}}

La inversa de esta función es la primera de las tres funciones elípticas de Jacobi:

{\displaystyle {\mbox{sn}}_{k}\ u=x=F_{k}^{-1}(u)}

Las otras dos funciones elípticas de Jacobi se definen a partir de esta por las relaciones siguientes:

{\displaystyle {\begin{cases}{\mbox{cn}}_{k}\ u={\sqrt {1-{\mbox{sn}}_{k}^{2}u}}={\sqrt {1-x^{2}}}\\{\mbox{dn}}_{k}\ u={\sqrt {1-k^{2}{\mbox{sn}}_{k}^{2}u}}={\sqrt {1-kx^{2}}}\end{cases}}}

## Propiedades
En primer lugar las funciones elípticas satisfacen un conjunto de identidades análogo al que satisfacen las funciones trigonométricas:

{\displaystyle {\begin{cases}{\mbox{cn}}_{k}^{2}u+{\mbox{sn}}_{k}^{2}u=1\\{\mbox{dn}}_{k}^{2}u+k^{2}{\mbox{sn}}_{k}^{2}u=1\\{\mbox{dn}}_{k}^{2}u-k^{2}{\mbox{cn}}_{k}^{2}u=1-k^{2}\end{cases}}}

En cuanto a los valores particulares se tiene que para u = 0 las funciones valen:

{\displaystyle {\mbox{cn}}_{k}(0)=1\qquad {\mbox{sn}}_{k}(0)=0\qquad {\mbox{dn}}_{k}(0)=1\;}

Las funciones elípticas pueden considerarse una generalización de las funciones trigonométricas; de hecho cuando k tiende a cero las funciones elípticas de Jacobi se reducen a las funciones trigonométricas convencionales:

{\displaystyle \lim _{k\to 0}\ {\mbox{sn}}_{k}\ u=\sin u\qquad \lim _{k\to 0}\ {\mbox{cn}}_{k}\ u=\cos u\qquad \lim _{k\to 0}\ {\mbox{dn}}_{k}\ u=1}

Las respectivas series de Taylor vienen dadas por:

{\displaystyle {\mbox{sn}}_{k}\ u=u-(1+k^{2}){\frac {u^{3}}{3!}}+(1+14k^{2}+k^{4}){\frac {u^{5}}{5!}}-(1+135k^{2}+135k^{4}+k^{6}){\frac {u^{7}}{7!}}+\dots }
{\displaystyle {\mbox{cn}}_{k}\ u=1-{\frac {u^{2}}{2!}}+(1+k^{2}){\frac {u^{4}}{4!}}-(1+44k^{2}+16k^{4}){\frac {u^{6}}{6!}}+\dots }
{\displaystyle {\mbox{dn}}_{k}\ u=1-k^{2}{\frac {u^{2}}{2!}}+k^{2}(4+k^{2}){\frac {u^{4}}{4!}}-k^{2}(16+44k^{2}+k^{4}){\frac {u^{7}}{7!}}+\dots }

### Doble periodicidad
Una propiedad interesante de las funciones elípticas de Jacobi es que son doblemente periódicas. Tienen un periodo real y otro período complejo:

{\displaystyle {\mbox{sn}}_{k}\ u={\mbox{sn}}(u+4K)={\mbox{sn}}(u+2iK')}
{\displaystyle {\mbox{cn}}_{k}\ u={\mbox{cn}}(u+4K)={\mbox{cn}}(u+2K+2iK')}
{\displaystyle {\mbox{dn}}_{k}\ u={\mbox{dn}}(u+2K)={\mbox{dn}}(u+4iK')}

Donde los valores que definen los períodos viene dados por:

{\displaystyle K={\frac {\pi }{2}}\prod _{n=1}^{\infty }(1-q^{2n})^{2}(1+q^{2n-1})^{4}={\frac {\pi }{2}}(1+2q+2q^{4}+\dots )^{2}}
{\displaystyle K'=-{\frac {\ln q}{2}}\prod _{n=1}^{\infty }(1-q^{2n})^{2}(1+q^{2n-1})^{4}={\frac {\pi }{2}}(1+2q+2q^{4}+\dots )^{2}}

donde q es el nomo de las funciones {\displaystyle \theta _{i}(x,q)} que se relaciona con el módulo de las funciones elípticas mediante la relación:

{\displaystyle k=4q^{1/2}\prod _{n=1}^{\infty }\left({\frac {1+q^{2n}}{1+q^{2n-1}}}\right)^{4}}

### Relaciones entre las funciones elípticas
Algunas relaciones útiles para el "ángulo doble" son:

{\displaystyle {\mbox{sn}}_{k}\ u={\sqrt {\frac {1-{\mbox{cn}}_{k}\ 2u}{1+{\mbox{dn}}_{k}\ 2u}}},\quad {\mbox{cn}}_{k}\ u={\sqrt {\frac {{\mbox{cn}}_{k}\ 2u+{\mbox{dn}}_{k}\ 2u}{1+{\mbox{dn}}_{k}\ 2u}}},\quad {\mbox{dn}}_{k}\ u={\sqrt {\frac {{\mbox{cn}}_{k}\ 2u+{\mbox{dn}}_{k}\ 2u}{1+{\mbox{cn}}_{k}\ 2u}}}}

Algunas relaciones que involucran a las funciones elípticas secundarias son:

{\displaystyle {\mbox{ns}}_{k}\ u-{\mbox{cs}}_{k}\ u={\mbox{sn}}_{k}\ {\frac {u}{2}}{\mbox{dc}}_{k}\ {\frac {u}{2}}}
{\displaystyle {\mbox{ns}}_{k}\ u+{\mbox{ds}}_{k}\ u={\mbox{ds}}_{k}\ {\frac {u}{2}}{\mbox{nc}}_{k}\ {\frac {u}{2}}}
{\displaystyle {\mbox{ds}}_{k}\ u+{\mbox{cs}}_{k}\ u={\mbox{cn}}_{k}\ {\frac {u}{2}}{\mbox{ds}}_{k}\ {\frac {u}{2}}}

## Fórmulas de adición
Análogamente a las fórmulas de adición de ángulos para las fórmulas trigonométricas, para las funciones elípticas de Jacobi pueden establecerse las siguientes relaciones:

{\displaystyle {\mbox{sn}}_{k}(u+v)={\frac {{\mbox{sn}}_{k}\ u\ {\mbox{cn}}_{k}\ v\ {\mbox{dn}}_{k}\ v\ +{\mbox{cn}}_{k}\ u\ {\mbox{sn}}_{k}\ v\ {\mbox{dn}}_{k}\ u}{1-k^{2}{\mbox{sn}}_{k}^{2}u\ {\mbox{sn}}_{k}^{2}v}}}

{\displaystyle {\mbox{cn}}_{k}(u+v)={\frac {{\mbox{cn}}_{k}\ u\ {\mbox{cn}}_{k}\ v\ -{\mbox{sn}}_{k}\ u\ {\mbox{sn}}_{k}\ v\ {\mbox{dn}}_{k}\ u\ {\mbox{dn}}_{k}\ v}{1-k^{2}{\mbox{sn}}_{k}^{2}u\ {\mbox{sn}}_{k}^{2}v}}}

{\displaystyle {\mbox{dn}}_{k}(u+v)={\frac {{\mbox{dn}}_{k}\ u\ {\mbox{dn}}_{k}\ v\ -k^{2}{\mbox{sn}}_{k}\ u\ {\mbox{sn}}_{k}\ v\ {\mbox{cn}}_{k}\ u\ {\mbox{cn}}_{k}\ v}{1-k^{2}{\mbox{sn}}_{k}^{2}u\ {\mbox{sn}}_{k}^{2}v}}}

## Funciones elípticas de Jacobi secundarias
A partir de los cocientes de las funciones de Jacobi anteriormente definidas es común definir otras funciones derivadas. En primer lugar se definen las funciones recíprocas:

{\displaystyle {\mbox{ns}}\ u={\frac {1}{{\mbox{sn}}\ u}}\qquad {\mbox{nc}}\ u={\frac {1}{{\mbox{cn}}\ u}}\qquad {\mbox{nd}}_{k}\ u={\frac {1}{{\mbox{dn}}\ u}}}

En segundo lugar los cocientes:

{\displaystyle {\mbox{sc}}_{k}\ u={\frac {{\mbox{sn}}_{k}\ u}{{\mbox{cn}}_{k}\ u}}\qquad {\mbox{sd}}_{k}\ u={\frac {{\mbox{sn}}_{k}\ u}{{\mbox{dn}}_{k}\ u}}\qquad {\mbox{cd}}_{k}\ u={\frac {{\mbox{cn}}_{k}\ u}{{\mbox{dn}}_{k}\ u}}}

Junto con sus respectivas funciones recíprocas: 

{\displaystyle {\mbox{cs}}_{k}\ u={\frac {{\mbox{cn}}_{k}\ u}{{\mbox{sn}}_{k}\ u}}\qquad {\mbox{ds}}_{k}\ u={\frac {{\mbox{dn}}_{k}\ u}{{\mbox{sn}}_{k}\ u}}\qquad {\mbox{dc}}_{k}\ u={\frac {{\mbox{dn}}_{k}\ u}{{\mbox{cn}}_{k}\ u}}}

Existen así un total de 12 funciones elípticas de Jacobi.